# Crenotermes olivaris
Crenotermes olivaris là một loài bướm đêm trong họ Noctuidae.